# Isidro Pinedo Vara
Isidro Pinedo Vara (n. Puebla de Almenara, Cuenca; 15 de mayo de 1912 - f. Huelva; 17 de julio de 1995) fue un ingeniero de minas español. Su trayectoria profesional comienza al final de la guerra civil, como ingeniero en la minería del carbón de Peñarroya (Córdoba). A finales de 1942 se trasladó a Huelva para iniciar su labor como ingeniero jefe en la Inspección Técnica de Impuestos Mineros de la Cuarta Región. 
Prestó servicios en el Consejo Ordenador de Minerales Especiales de Interés Militar (COMEIM), encargándose de las secciones de cobre y manganeso en las provincias de Huelva, Sevilla y Badajoz. Este órgano fue constituido en 1941 para administrar la explotación de yacimientos minerales de utilidad militar en el territorio español. Los trabajos realizados para el COMEIM y un informe encomendado por la Sociedad Minera y Metalúrgica de Peñarroya sobre los métodos de beneficio de la pirita por vía húmeda despertaron su interés por las minas de la Faja Pirítica Ibérica y el aprovechamiento integral de sus minerales.
Desde su fundación en 1951 formó parte de Piritas Españolas, departamento de la Empresa Auxiliar de la Industria S.A. (AUXINI), primeramente como vocal de la Comisión Gestora y más tarde como director de la División Minera. En la década de 1950 colaboró como técnico en la denominada Operación P, dedicada al fomento de la producción y exportación de piritas y minerales cobrizos, y en la sección de minerales del Instituto del Hierro y del Acero (IHA), perteneciente al Consejo Superior de Investigaciones Científicas. En 1966 fue nombrado vocal del Consejo de Administración de Minas de Almadén y Arrayanes, organismo autónomo del Ministerio de Hacienda, y posteriormente vicepresidente del Consejo de Administración y presidente del Comité de Gerencia. 
Durante su dilatada carrera profesional visitó innumerables minas e instalaciones metalúrgicas en España y el extranjero, viajando a países como Marruecos, Portugal, Francia, Italia, Alemania, Bélgica, Suecia, Finlandia, Rusia, Polonia, Checoslovaquia, Estados Unidos y Canadá, y pronunció numerosas conferencias en diversos foros, incluyendo congresos, universidades y colegios profesionales.
Su publicación más relevante fue el libro Piritas de Huelva. Su historia, minería y aprovechamiento, obra enciclopédica considerada la biblia de la minería onubense. El libro es un detallado compendio del vasto conocimiento que el autor tenía de las minas de la provincia de Huelva, tanto activas como abandonadas en aquella época. Tras su edición en 1963 rápidamente se convirtió en una obra de referencia, útil como orientación preliminar para cualquier empresa minera interesada en la prospección y explotación de los yacimientos de la Faja Pirítica y, a pesar del tiempo transcurrido, aún es citado en artículos científicos nacionales e internacionales. El autor también recogió en el libro un extenso argumentario a favor de la explotación racional de los depósitos minerales, del aprovechamiento integral de la pirita, y de implantar en Huelva un gran complejo industrial sobre la base de sus recursos mineros.
Isidro Pinedo tuvo un papel protagonista en algunas decisiones o iniciativas que marcaron un hito en la historia reciente de la minería onubense. La aplicación de modernos métodos de investigación minera, como la geofísica aérea, y la valorización de los sulfuros polimetálicos del nuevo yacimiento que descubrió en Sotiel, son algunos ejemplos de su espíritu emprendedor. El estudio del legado documental de este insigne ingeniero de minas, publicado recientemente por Fernández-Caliani (2020),  ha permitido conocer aspectos novedosos y esclarecedores de la política minera franquista, y ha proporcionado algunas claves para comprender mejor la motivación, el desarrollo y los resultados de las campañas de prospección minera ejecutadas en la Faja Pirítica española.